# Lamas (Miranda do Corvo)
Lamas é uma povoação portuguesa sede da Freguesia de Lamas do Município de Miranda do Corvo, freguesia com 15,83 km² de área e 771 habitantes (censo de 2021), tendo, por isso, uma densidade populacional de 48,7 hab./km².
Além da sede, a freguesia é constituída pelas seguintes localidades: Azenha, Cerdeiras, Cervejota, Chão de Lamas, Fervenças, Morada, Pousafoles, Casais de São Clemente e Urzelhe.
A freguesia é conhecida pelo seu bom vinho.[carece de fontes?]

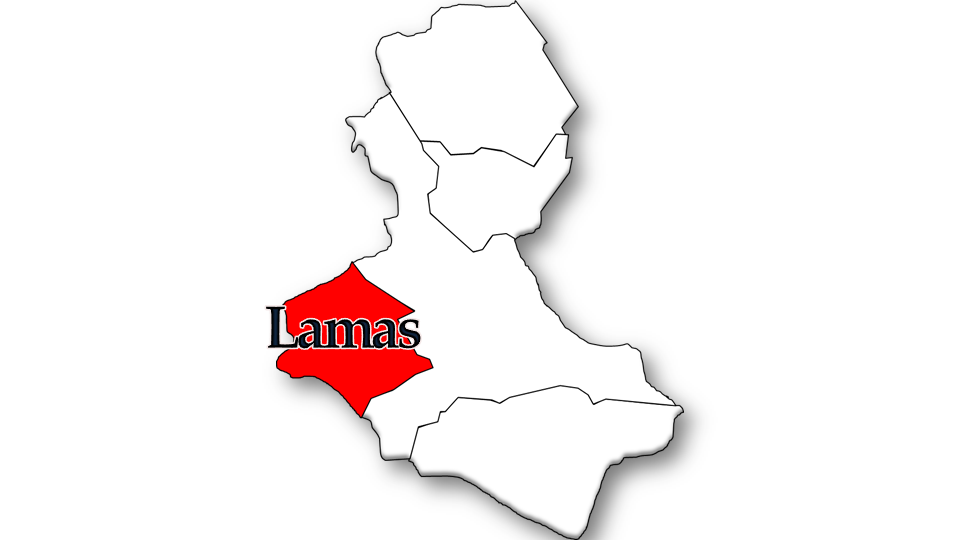
Localização da freguesia no Município de Miranda do Corvo

## Demografia
A população registada nos censos foi:
| Distribuição da População por Grupos Etários | Distribuição da População por Grupos Etários | Distribuição da População por Grupos Etários | Distribuição da População por Grupos Etários | Distribuição da População por Grupos Etários |
| -------------------------------------------- | -------------------------------------------- | -------------------------------------------- | -------------------------------------------- | -------------------------------------------- |
| Ano                                          | 0-14 Anos                                    | 15-24 Anos                                   | 25-64 Anos                                   | > 65 Anos                                    |
| 2001                                         | 132                                          | 130                                          | 510                                          | 163                                          |
| 2011                                         | 106                                          | 71                                           | 462                                          | 199                                          |
| 2021                                         | 69                                           | 80                                           | 388                                          | 234                                          |

## Património
- Igreja Paroquial do Espírito Santo
- Capela da Senhora do Socorro
- Capela de São Miguel
- Capela da Senhora do Carmo
- Capela de Santo António
- Capela de São Sebastião
- Capela de São Sebastião de Urzelhe
- Capela de São Clemente
- Capela de Chão de Lamas

## Pontos de interesse
- Adegas
- Vinhas

## Tesouro de Chão de Lamas

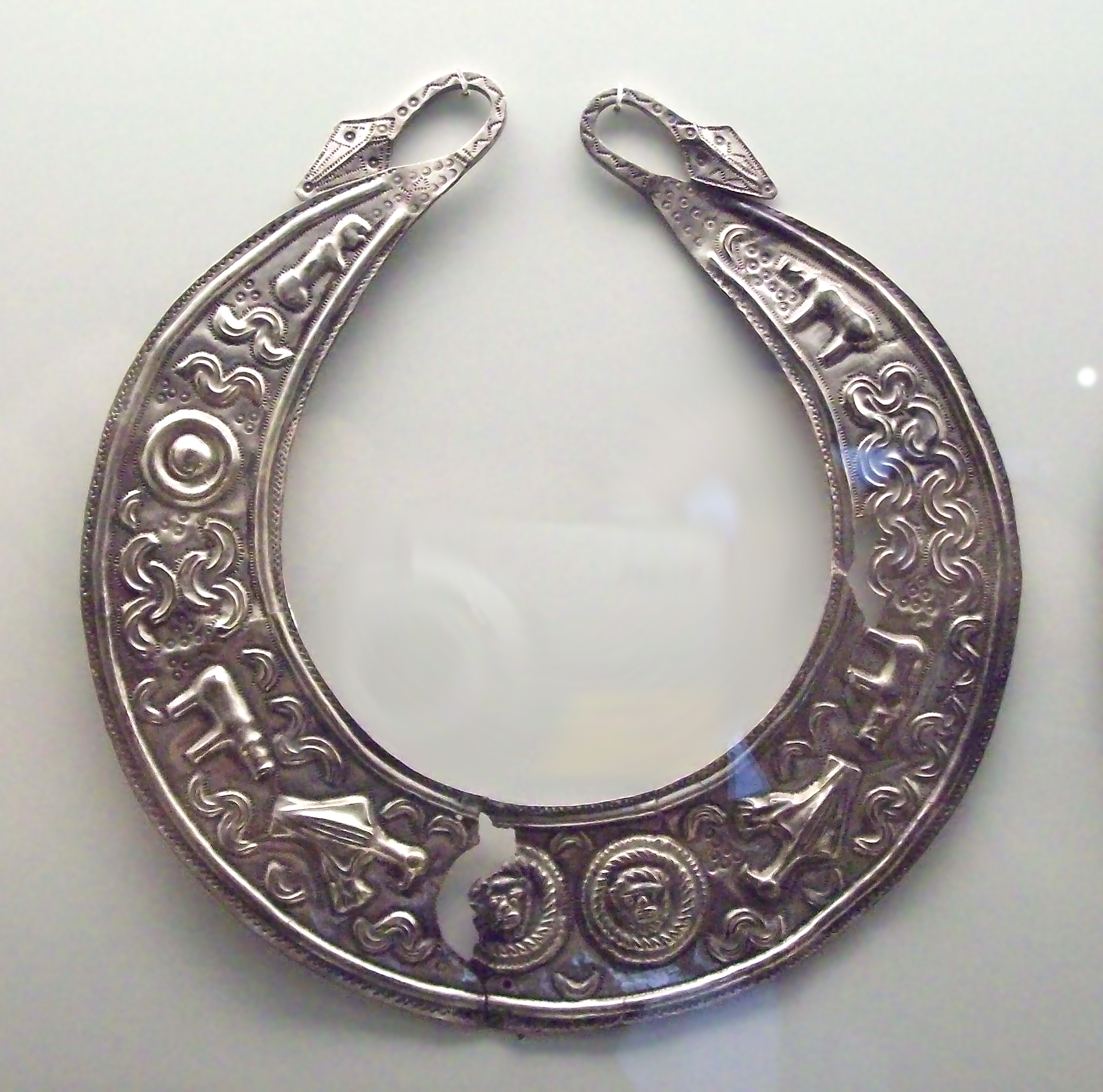
Lúnula lusitana de Chão de Lamas.

Em 1912 foram encontradas moedas do período romano e seis peças de ourivesaria arcaica, dos séculos II e I a.C., de prata, atribuídas aos lusitanos. No início da década de 1920, quando o proprietário quis vender o tesouro, o Estado português não se terá mostrado interessado na sua compra tendo sido vendido ao Museu Arqueológico de Espanha, em Madrid, onde está em exposição desde 1922.

## Personalidades ligads à freguesia
- Francisco Fernandes Rosa Falcão, advogado e político.